# Lijst van spelers van FC Cincinnati
Deze lijst omvat voetballers die bij de Amerikaanse voetbalclub FC Cincinnati spelen of gespeeld hebben. De spelers zijn alfabetisch gerangschikt.

## A
- Saad Abdul-Salaam
- Luciano Acosta
- Fanendo Adi
- Fatai Alashe
- Nazmi Albadawi
- Eric Alexander
- Frankie Amaya
- Tomi Ameobi
- Álvaro Antón Ripoll
- Isaac Atanga

## B
- Dominique Badji
- Matt Bahner
- Zico Bailey
- Álvaro Barreal
- Paddy Barrett
- Austin Berry
- Leonardo Bertone
- Tyler Blackett
- Corben Bone
- Brenner

## C
- Geoff Cameron
- Edgar Castillo
- Roman Celentano
- Russell Cicerone
- Andy Craven
- Cody Cropper
- Allan Cruz
- Omar Cummings
- Josué Currais

## D
- Kadeem Dacres
- Rashawn Dally
- Harrison Delbridge
- Mathieu Deplagne
- Marco Domínguez-Ramírez
- Chris Duvall

## E
- Bobby Edwards
- Derrick Etienne

## F
- Djiby Fall
- Daryl Fordyce

## G
- Raymon Gaddis
- Greg Garza
- Tyler Gibson
- Kyle Greig
- Andrew Gutman
- Joe Gyau

## H
- Daniel Haber
- Nick Hagglund
- Garrett Halfhill
- Calvin Harris
- Mitch Hildebrandt
- Antoine Hoppenot
- Justin Hoyte

## J
- Dallas Jaye
- Siem de Jong

## K
- Alec Kann
- Dekel Keinan
- Pa Konate
- Danni König
- Franko Kovačević
- Yuya Kubo

## L
- Michael Lahoud
- Lance Laing
- Roland Lamah
- Forrest Lasso
- Emmanuel Ledesma
- Evan Lee
- Jürgen Locadia
- Derek Luke

## M
- Kekuta Manneh
- Victor Mansaray
- Nick Markanich
- Christian Martínez
- Rónald Matarrita
- Darren Mattocks
- Tommy McCabe
- Jimmy McLaughlin
- Pat McMahon
- Haris Međunjanin
- Omar Mohamed
- Kamohelo Mokotjo
- Ian Murphy

## N
- Francisco Narbón
- John Nelson
- Evan Newton
- Paul Nicholson
- Obinna Nwobodo

## O
- Sean Okoli
- Arquímides Ordóñez

## P
- Tom Pettersson
- Tyler Polak
- Alvas Powell

## Q
- Aodhan Quinn

## R
- Adrien Regattin
- Spencer Richey
- Harrison Robledo
- Richie Ryan

## S
- Kenny Saief
- Kevin Schindler
- Kyle Scott
- Will Seymore
- Blake Smith
- Luke Spencer
- Caleb Stanko
- Eric Stevenson

## T
- Mélé Temguia
- Ross Tomaselli
- Casey Townsend
- Przemysław Tytoń

## U
- Víctor Ulloa

## V
- Gustavo Vallecilla
- Florian Valot
- Brandon Vazquez
- Júnior Moreno
- Kenneth Vermeer

## W
- Kenney Walker
- Kendall Waston
- Emery Welshman
- Maikel van der Werff
- Andrew Wiedeman
- Sem de Wit